# Chileense presidentsverkiezingen 2013
De Chileense presidentsverkiezingen van 2013 vonden op 17 november (eerste ronde) en 15 december 2013 (tweede ronde) plaats. De verkiezingen werden gewonnen door de socialistische kandidaat Michelle Bachelet Jeria, die van 2006 tot 2010 al een keer eerder president van Chili was geweest.

## Voorverkiezingen
Verscheidene politieke partijen en allianties hielden voorverkiezingen om hun kandidaat voor het presidentschap aan te wijzen. De voorverkiezingen van de Nueva Mayoría, een coalitie van centrum en centrumlinkse partijen en de Alianza por Chile, een coalitie van centrumrechtse en rechtse partijen zijn het belangrijkst, omdat naar verwachting de verkiezingen zullen worden gewonnen door een kandidaat van een van die coalities.

### VoorverkiezingenNueva Mayoría
De voorverkiezingen van de Nueva Mayoría werden op 30 juni 2013 gehouden en gewonnen door Michelle Bachelet met 73,07% van de stemmen.
| Kandidaat | Kandidaat                  | Partij                          | Stemmen   | Percentage |
| --------- | -------------------------- | ------------------------------- | --------- | ---------- |
|           | Michelle Bachelet Jería    | Partido Socialista              | 1.565.269 | 73,07%     |
|           | Andrés Velasco Brañes      | Onafhankelijk                   | 278.684   | 13,01%     |
|           | Claudio Orrego Larraín     | Partido Demócrata Cristiano     | 189.752   | 8,86%      |
|           | José Antonio Gómez Urrutia | Partido Radical Socialdemócrata | 108.365   | 5,06%      |

### VoorverkiezingenAlianza

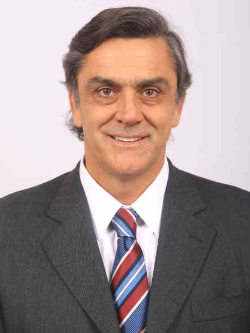
Pablo Longueira won de voorverkiezingen van de Alianza op 30 juni, maar trad op 17 juli terug

De voorverkiezingen van de Alianza vonden eveneens op 30 juni 2013 plaats en werden gewonnen door Pablo Longueira Montes, die echter om medische redenen op 17 juli aangaf af te zien van zijn kandidatuur voor het presidentschap. Op 20 juli werd Evelyn Matthei aangewezen als de presidentskandidaat van centrumrechts.
| Kandidaat | Kandidaat              | Partij                        | Stemmen | Percentage |
| --------- | ---------------------- | ----------------------------- | ------- | ---------- |
|           | Pablo Longueira Montes | Unión Demócrata Independiente | 415.087 | 51,37%     |
|           | Andrés Allamand Zavala | Renovación Nacional           | 392.915 | 48,63%     |

## Uitslag
Omdat bij de eerste ronde op 17 november 2013 geen van de kandidaten een meerderheid heeft weten te verkrijgen, vond op 15 december 2013 een tweede ronde plaats waaraan de twee kandidaten die tijdens de eerste ronde de meeste stemmen hadden behaald deelnamen.
| Kandidaat               | Kandidaat               | Kandidaat                      | Partij                  | Partij                  | Coalitie                | Coalitie                                                    | 1e ronde 17 november 2013 | 1e ronde 17 november 2013 | 1e ronde 17 november 2013 | 2e ronde 15 december 2013 | 2e ronde 15 december 2013 | 2e ronde 15 december 2013 |
| Kandidaat               | Kandidaat               | Kandidaat                      | Partij                  | Partij                  | Coalitie                | Coalitie                                                    | Stemmen                   | Percentage                | Percentage                | Stemmen                   | Percentage                | Percentage                |
| ----------------------- | ----------------------- | ------------------------------ | ----------------------- | ----------------------- | ----------------------- | ----------------------------------------------------------- | ------------------------- | ------------------------- | ------------------------- | ------------------------- | ------------------------- | ------------------------- |
|                         |                         | Michelle Bachelet Jeria        |                         | PS                      |                         | Nueva Mayoría                                               | 3.075.839                 |                           | 46,70%                    | 3.470.055                 |                           | 62,17%                    |
|                         |                         | Evelyn Matthei Fornet          |                         | UDI                     |                         | Alianza                                                     | 1.648.481                 |                           | 25,03%                    | 2.111.830                 |                           | 37,83%                    |
|                         |                         | Marco Enríquez-Ominami Gumucio |                         | PRO                     |                         | Si tú quieres, Chile cambia                                 | 723.542                   |                           | 10,98%                    | Geen deelname             | Geen deelname             | Geen deelname             |
|                         |                         | Franco Parisi Fernández        |                         | Onafh.                  |                         | Onafhankelijk                                               | 666.015                   |                           | 10,11%                    | Geen deelname             | Geen deelname             | Geen deelname             |
|                         |                         | Marcel Claude Reyes            |                         | PH                      |                         | Todos a La Moneda                                           | 185.072                   |                           | 2,81%                     | Geen deelname             | Geen deelname             | Geen deelname             |
|                         |                         | Alfredo Sfeir Younis           |                         | ECOV                    |                         | Partido Ecologista Verde Partido Ecologista Verde del Norte | 154.648                   |                           | 2,34%                     | Geen deelname             | Geen deelname             | Geen deelname             |
|                         |                         | Roxana Miranda Meneses         |                         | IGUAL                   |                         | Partido Igualdad                                            | 81.873                    |                           | 1,24%                     | Geen deelname             | Geen deelname             | Geen deelname             |
|                         |                         | Ricardo Israel Zipper          |                         | PRI                     |                         | Partido Regionalista de los Independientes                  | 37.744                    |                           | 0,57%                     | Geen deelname             | Geen deelname             | Geen deelname             |
|                         |                         | Tomás Jocelyn-Holt Letelier    |                         | Onafh.                  |                         | Onafhankelijk                                               | 12.594                    |                           | 0,19%                     | Geen deelname             | Geen deelname             | Geen deelname             |
| Totaal geldige stemmen  | Totaal geldige stemmen  | Totaal geldige stemmen         | Totaal geldige stemmen  | Totaal geldige stemmen  | Totaal geldige stemmen  | Totaal geldige stemmen                                      | 6.585.808                 | 98,91%                    | 98,91%                    | 5.581.885                 | 97,97%                    | 97,97%                    |
| Ongeldige stemmen       | Ongeldige stemmen       | Ongeldige stemmen              | Ongeldige stemmen       | Ongeldige stemmen       | Ongeldige stemmen       | Ongeldige stemmen                                           | 66.935                    | 0,99%                     | 0,99%                     | 83.000                    | 1,45%                     | 1,45%                     |
| Blanco stemmen          | Blanco stemmen          | Blanco stemmen                 | Blanco stemmen          | Blanco stemmen          | Blanco stemmen          | Blanco stemmen                                              | 46.268                    | 0,69%                     | 0,69%                     | 32.639                    | 0,57%                     | 0,57%                     |
| Totaal aantal stemmen   | Totaal aantal stemmen   | Totaal aantal stemmen          | Totaal aantal stemmen   | Totaal aantal stemmen   | Totaal aantal stemmen   | Totaal aantal stemmen                                       | 6.699.011                 | 49,36%                    | 49,36%                    | 5.697.524                 | 41,98%                    | 41,98%                    |
| Onthoudingen            | Onthoudingen            | Onthoudingen                   | Onthoudingen            | Onthoudingen            | Onthoudingen            | Onthoudingen                                                | 50,64%                    | 58,02%                    | 58,02%                    |                           |                           |                           |
| Aantal stemgerechtigden | Aantal stemgerechtigden | Aantal stemgerechtigden        | Aantal stemgerechtigden | Aantal stemgerechtigden | Aantal stemgerechtigden | Aantal stemgerechtigden                                     | 13.573.088                | 100,00%                   | 100,00%                   | 13.573.143                | 100,00%                   | 100,00%                   |

## Kaart

Uitslag eerste ronde
Uitslag tweede ronde